# Ari Eldjárn
Ari Eldjárn (IPA: ˈaːrɪ ˈɛlt.jaurtn; Reykjavík, 1981. szeptember 5.) izlandi stand-up komikus, író, színész. Bár az Eldjárn családnév, az izlandi szokásoknak megfelelően a személynév, az Ari alapján kerül betűrendbe.

## Élete
1981-ben született Reykjavíkban. Apja, Þórarinn Eldjárn író, anyja, Unnur Ólafsdóttir pedig meteorológus. Apai nagyapja Izland korábbi elnöke, Kristján Eldjárn volt.

## Pályafutása
2009 májusában kezdett stand-upolni. Több izlandi tévésorozat írója is volt. Szerepelt a BBC Mock the Week című műsorában. 2020 novemberében Eagle Fire Iron című előadása megjelent lemez formájában. 2020 decemberében megjelent a következő önálló estje, Pardon My Icelandic címmel. 2021 januárjában elnyerte az "Izlandi Optimizmus-díjat".